# Santé mentale

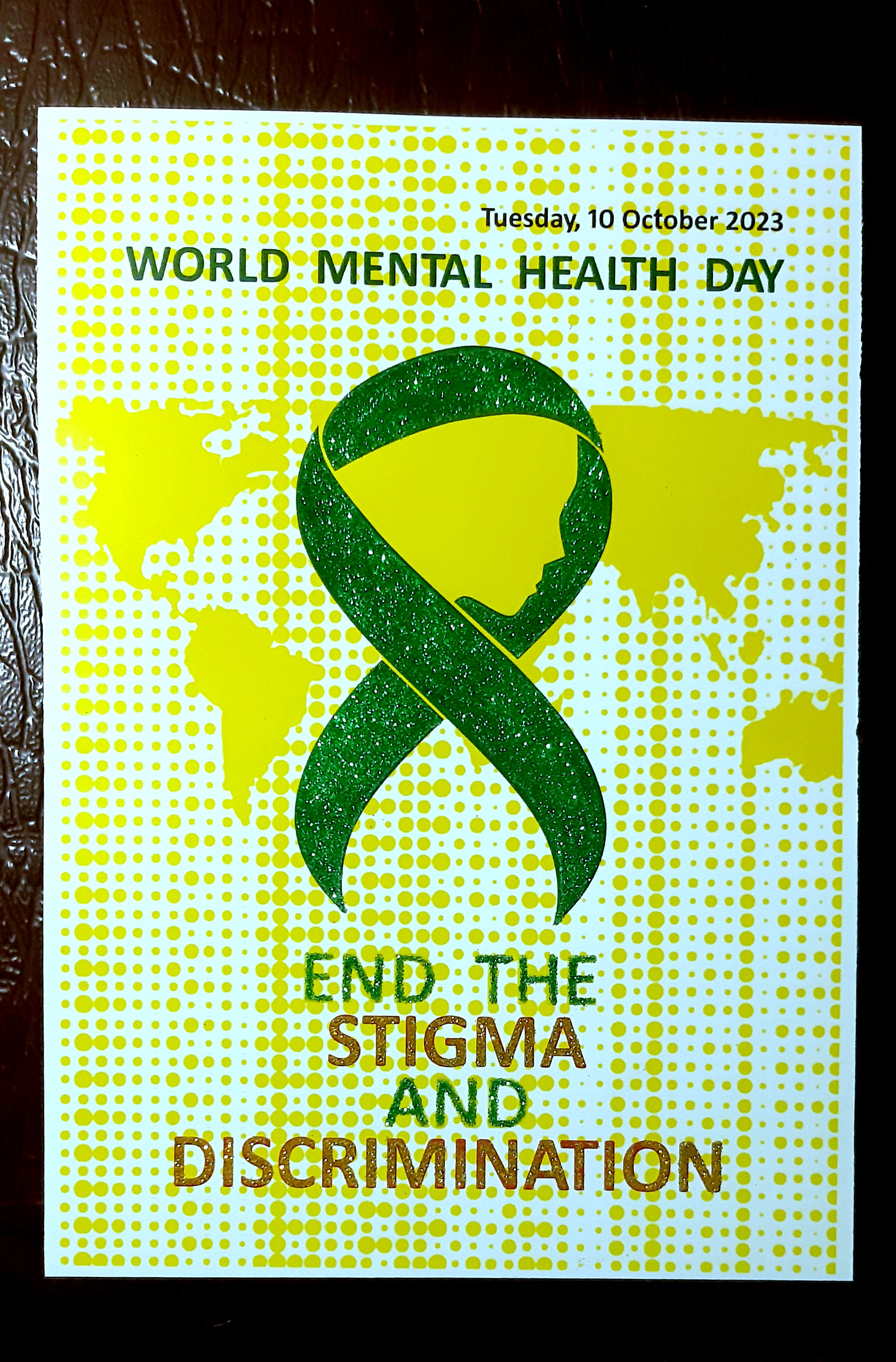
Affiche pour la Journée mondiale de la santé mentale en 2023. Le ruban vert est le symbole de la santé mentale.

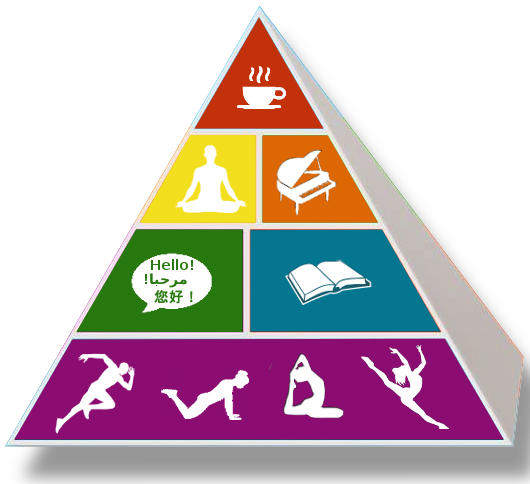
« Pyramide des besoins mentaux », incluant l'activité physique, la lecture, l'apprentissage de langues étrangères, la méditation, la pratique de la musique et l'entraînement cognitif.

La santé mentale, la santé psychique, la santé psychologique, l'hygiène mentale ou le bien-être psychologique est le bien-être psychique, émotionnel et cognitif, qui va, selon l'Organisation mondiale de la santé, au-delà de l'absence de trouble mental. Le terme est relativement récent et polysémique. La santé mentale est selon Jean Sutter perçue comme « [l']aptitude du psychisme à fonctionner de façon harmonieuse, agréable, efficace et à faire face avec souplesse aux situations difficiles en étant capable de retrouver son équilibre. »
L'Office of the Surgeon General (en) la définit comme « une fonction mentale saine, se traduisant par des activités positives, l'établissement de liens enrichissants avec d'autres personnes et la capacité de s'adapter au changement et de faire face à l'adversité. Une bonne santé mentale est indispensable au bien-être personnel, aux relations familiales et interpersonnelles et à la contribution à la communauté ou à la société. »
Selon l'Organisation mondiale de la santé (OMS), « la santé mentale est un état de bien-être qui permet à chacun de réaliser son potentiel, de faire face aux difficultés normales de la vie, de travailler avec succès et de manière productive et d'être en mesure d'apporter une contribution à la communauté. »
La santé mentale est influencée par un grand nombre de facteurs individuels et collectifs. Des facteurs génétiques, la capacité des personnes à gérer les émotions mais également les conditions de vie. Environ 60 % de l'état de santé général des individus est déterminé par l'environnement socio-économique et le contexte sociétal dans lequel ils évoluent. De la même façon que pour la santé physique, de nombreux facteurs externes et internes à la personne influencent la santé mentale. Le revenu, le logement, l'emploi, les dettes, la vie sociale mais aussi l'environnement urbain ou la politique sociale et économique d'une communauté, ont donc une grande influence sur le bien-être social et la santé mentale, à un niveau individuel mais aussi collectif. Une politique publique soucieuse de lutter contre les discriminations, les inégalités socio-économiques et l'exclusion, est donc une politique publique soucieuse de la santé mentale des personnes.
La santé mentale peut être altérée par des troubles, dont la dépression, les troubles anxieux, les troubles bipolaires ou la schizophrénie. Une liste des troubles de la santé mentale et leur description sont données dans le Manuel diagnostique et statistique des troubles mentaux de l'Association américaine de psychiatrie et la Classification internationale des maladies de l'OMS.
Les pays européens (Commission Européenne de l’Union européenne et la Conférence ministérielle européenne de l’OMS) distinguent deux aspects de la santé mentale : la santé mentale « positive » (autonomie, bien-être, épanouissement personnel), et la santé mentale « négative » qui regroupe deux formes : d'une part la détresse psychologique réactionnelle (induite par les situations éprouvantes et difficultés existentielles), d'autre part les troubles mentaux, affections psychiatriques de durée variable et plus ou moins sévères et/ou handicapants.
L'Organisation mondiale de la santé promeut un mouvement de désinstitutionnalisation dans laquelle le soin en santé mentale classique sera remplacé majoritairement par une « santé mentale communautaire ». Celle-ci consiste à :
- Intégrer les soins de santé mentale dans le système de premiers soins[8] ;
- Réadapter les patients hospitalisés à long terme en hôpital psychiatrique dans la communauté[8] ;
- Mettre en œuvre des programmes de lutte contre la stigmatisation au sein des communautés[8] ;
- Lancer des interventions préventives efficaces auprès de la population[8] ;
- Assurer la pleine participation et l'intégration des personnes atteintes de troubles mentaux dans la communauté[8].

Selon l’Organisation mondiale de la santé, « Il n’y a pas de santé sans santé mentale ». En 2024, 5 % des adultes souffrent de dépression.

## Historique
En 1843, William Sweetser est le premier auteur à utiliser le terme d'"hygiène mentale", un précurseur des futures approches de la santé mentale. Isaac Ray, l'un des trente fondateurs de l'Association américaine de psychiatrie (AAP), définit la santé mentale comme un art de préserver l'esprit contre les incidents et les influences qui pourraient endommager ou détruire son énergie, sa qualité ou son développement. Une figure importante de l'"hygiène mentale", est l'américaine Dorothea Dix (1808-1887), une institutrice qui a consacré toute sa vie à aider les personnes atteintes de troubles mentaux, et à faire la lumière sur les conditions déplorables dans lesquels ils étaient traités. Ce mouvement est connu sous le nom de "mouvement d'hygiène mentale",. Au début du XXe siècle, les individus atteints de troubles mentaux étaient encore considérablement négligés, souvent laissés seuls dans des conditions déplorables, et possédant parfois à peine de quoi s'habiller. Les efforts de Dix ont servi et nombre de patients atteints de troubles mentaux ont été mieux pris en charge dans des hôpitaux psychiatriques d'État, même si ces institutions manquaient largement de personnel.
En 1908, Clifford Beers fonde aux États-Unis le National Committee for Mental Hygiene et ouvre la première clinique pour patients atteints de troubles mentaux aux États-Unis,.
Le nouvel élan des politiques de santé mentale, impulsé dans les années 1990, va bien au-delà de ces dispositifs limités. Avec ce terme, il s'agit en réalité d'un changement de paradigme des politiques de santé publique. Là où autrefois le champ psychiatrique de la folie constituait le fondement et le socle légitime des interventions de l'État, la santé mentale est désormais la priorité et la fin d'un nouveau domaine illimité. C'est que le malaise social est de plus en plus décrit et appréhendé comme un malaise subjectif : la dépression est déclarée « mal du siècle » et tout lien social peut être cause de traumatisme. Mais c'est aussi et surtout que l'idéal de santé, conçue comme le capital-ressource nécessaire pour faire face aux aléas de la vie en société, constitue le nouveau bien démocratique. La santé mentale a ainsi été déclarée « nouveau droit de l'homme ». L'idéal est celui de la « santé mentale positive », dont la production est posée comme préoccupation de l'État, et dont la réalisation doit être le souci de chacun.

## Obstacles

### Facteurs alimentaires
Différentes études tentent à montrer une dépendance à la malbouffe et de démontrer un lien entre santé mentale et malbouffe,,,.
Si l'alimentation ne peut pas être considérée comme unique cause de la maladie mentale, il est par contre prouvé qu'il existe un lien entre la moindre qualité de celle-ci et ces pathologies : il est notamment établi pour la dépression, l'autisme et la schizophrénie.
Marion Leboyer, psychiatre et chercheur à l'INSERM, pense que l'impact d'un régime alimentaire déséquilibré est réel : nous savons que chez les malades, certaines règles d’hygiène de vie ne sont souvent pas respectées, que certains aliments ne sont pas assez consommés (menant à des carences en nutriments comme le zinc, la vitamine D ou B9), et que d’autres aliments sont, à l’inverse, trop consommés. De plus, nous rencontrons deux fois plus de syndromes métaboliques (obésité, hyperglycémie ou diabète, hypertension artérielle, excès de cholestérol et de triglycérides…) chez les patients avec, par exemple, un trouble bipolaire ou une schizophrénie, que dans la population générale.

### Facteurs toxicologiques
Un nombre important de troubles et séquelles, éventuellement irréversibles, peuvent avoir été induits in utero, dans l'enfance ou à l'âge adulte, à la suite du contact avec des neurotoxiques inhalés, ingérés, ou absorbés par la peau ou des muqueuses. Il peut s'agir par exemple du plomb ou du mercure, ou de pesticides, d'alcool ou d'autres corps chimiques, qui parfois peuvent agir en synergies. Il est probable que la neurotoxicité de certaines molécules n'ait pas encore été identifiée. En Europe, le règlement Reach invite à une meilleure évaluation des impacts des produits chimiques. Faute de recherches anciennes, et d'une approche écoépidémiologique adaptée, l'origine écotoxicologique de certains troubles a pu être sous-estimée chez des populations collectivement exposées à des toxiques d'origine naturelle ou artificielle (arsenic du sol, plomb des cartouches de chasse, plomb et radionucléides de Tchernobyl, etc.).

### Facteurs infectieux
Des millions de personnes dans le monde sont victimes de troubles neurologiques induits par des virus ou bactéries. C'est selon un rapport (2007) de l'OMS la sixième cause de consultation neurologique dans les services primaires de soin, touchant particulièrement environ un quart des états-membres de l'OMS, essentiellement en Afrique et dans le Sud-est asiatique.
Les neuroinfections restent un problème difficile à traiter même avec l'arrivée des antibiotiques et de vaccins efficaces, dans beaucoup de régions du monde, particulièrement dans des pays dits « en voie de développement ».
Ces infections ont généralement été contractées dans l'enfance voire in utero (dans une étude nord américaine ayant porté sur plus de 12 000 enfants, les enfants dont la mère était grippée durant la première partie de leur grossesse ont eu un risque triplé de développer une schizophrénie plus tard). Dans ce cas, une étude ayant porté sur plus de 2 000 femmes n'ayant pas détecté d'effets de la vaccination de la mère sur le fœtus, la vaccination préventive de la femme enceinte a été recommandée par les CDC américains.

### Facteurs liés au stress

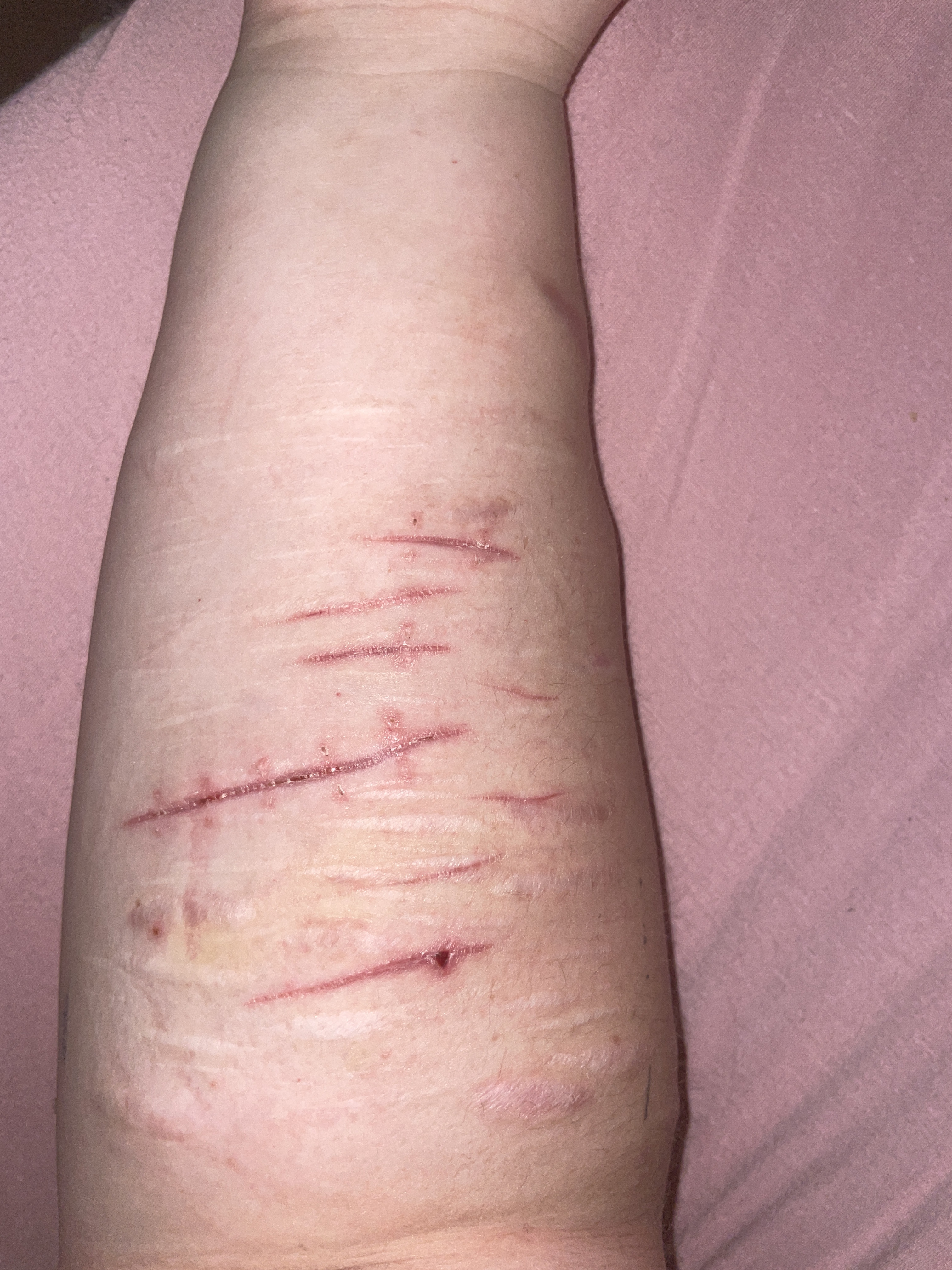
Auto-scarifications d'une personne dépressive.

Le contexte sociopsychologique a une importance dans l'apparition de certains troubles, en particulier, dépressions pouvant conduire au suicide. Le stress et la souffrance durant les études (qui peut toucher l'élève comme l'enseignant), puis au travail, ou le stress induit par la difficulté à trouver du travail et à la peur de le perdre ; le stress lié au vieillissement dans la solitude ou le handicap, certaines délinquances sexuelles, divers troubles de la sexualité, la non-reconnaissance sociale ou l'interdit de certaines formes de sexualité, ou encore divers stress liés au sida, à la stérilité du couple, aux drogues dures ou à d'autres addictions (y compris aux écrans ou au smartphone), ou le stress induit par une grande précarité et une société où la famille a éclaté, le stress de mineurs en grande difficulté, la perte de repères des mondes virtuels offerts par les jeux vidéo, le stress des jeunes chercheurs confronté au Publish or perish, etc. sont des problèmes parfois nouveaux pour les thérapeutes.
Dans certains pays ou contexte, le trouble mental est encore volontiers caché ou les malades enfermés, ce qui peut ajouter à leur souffrance et à leurs trouble. Dans certains pays, les problèmes d'immigration forcée et de déplacements volontaires de réfugiés ou immigrés cherchant de meilleures conditions de vie, ou les problèmes liés aux guerres, guerres civiles et au terrorisme, ou à certaines pressions sociales, politiques et/ou religieuses peuvent être sources de troubles importants.
Cependant, certaines solutions existent, dont pour diminuer le stress au travail via une ambiance entre collègues autre que la compétition, au profit d'un bien être au travail. Selon une étude menée par Opinion way auprès des salariés français, l'ambiance au travail est plus importante que le salaire. L'écoute, le dialogue, le management participatif, le respect et l'ouverture d'esprit favorisent une bonne ambiance au travail.

### Ressources et aide

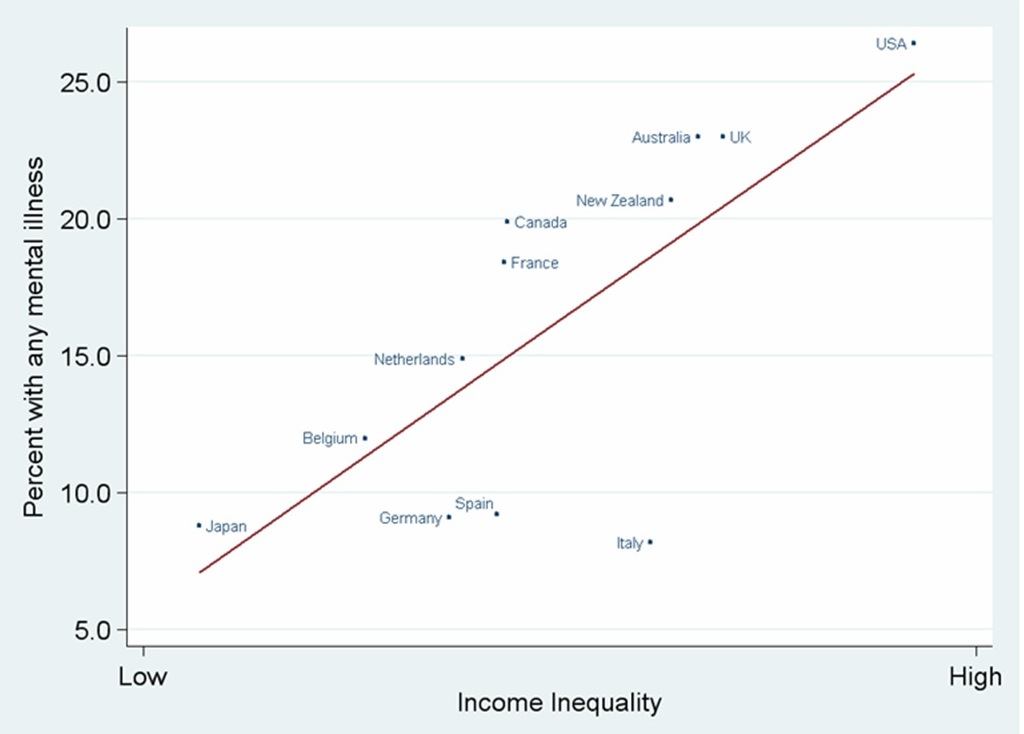
Plus un pays présente des inégalités de revenu, plus on constate des troubles psychiques.

Les institutions qui visent à aider les gens ayant des problèmes de santé mentale se font rares au Québec. Principalement, il existe deux types de ressources : les institutions publiques et les institutions privées. Les institutions publiques sont principalement les hôpitaux où des psychiatres et psychologues travaillent pour le gouvernement. Les institutions privées sont des établissements où les spécialistes ont leur propre bureau et travaillent pour eux-mêmes. Contrairement aux institutions privées, les institutions publiques sont gratuites et accessibles à tous. Le système économique mis en place par le gouvernement québécois assure des services complètement gratuits, dont les impôts. Ainsi, la demande auprès des institutions publiques est beaucoup plus élevée en raison de son accessibilité et de sa gratuité. Au contraire, les institutions privées sont réservées aux gens plus aisés financièrement, en raison de leur service payant. Certains citoyens n'ont pas les moyens de se permettre des soins privés et se tournent plutôt vers les services publics. Il est ainsi possible d'éviter de débourser pour avoir accès à des soins de santé : utiliser le service public qu'offre l'État. Cela dit, les institutions publiques sont submergées de demande, ralentissant ainsi le processus de pouvoir consulter un professionnel de la santé. Afin d'obtenir de l'aide pour soigner un trouble de santé mentale, il peut y avoir un temps d'attente allant jusqu'à deux ans pour voir un spécialiste au public. Comme la demande est plus élevée en raison de la gratuité des soins, les spécialistes du secteur public ont une très grosse charge de travail versus leur capacité. Cette charge est parfois décourageante, poussant ainsi certains professionnels à remédier à ce travail. Dans certaines institutions publiques, des spécialistes quittent leur emploi en raison des mauvaises conditions de travail. Principalement, les travailleurs de la santé n'ont aucun congé alloué et doivent obligatoirement faire du temps supplémentaire sous peine de congédiement. Certains de ces spécialistes prennent la décision de quitter leur emploi en raison des mauvaises conditions de travail, augmentant ainsi davantage la charge de travail des spécialistes restant. En raison de la charge de travail trop élevée, certains spécialistes verront la qualité de leur service diminué. Certaines pratiques médicales en santé mentale sont qualifiées de "froides, expéditives et contraintes par le temps et l'espace". Les services ne sont pas basés sur l'accueil et la compréhension du patient, mais sur la rapidité de la rencontre afin de soigner le plus de patients possible en peu de temps. Également, il existe un manque d'humanité de la part des spécialistes du Québec. Ceux-ci apposent des diagnostics trop tôt sans même avoir fait un examen complet du patient. Aussi, les patients se disent considérés comme des numéros et ont l'impression de déranger les spécialistes lors de consultations. Le personnel du secteur public a tendance à prescrire de la médication de façon automatisé. Certains patients disent ne pas avoir eu besoin de médicament afin de remédier à leur trouble de santé mentale malgré la prescription de médicaments de la part de leur psychiatre. Plusieurs patients mentionnent avoir abandonné leur demande d'aide en raison de la longueur de l'attente auprès du service public, ainsi que l'approche utilisée par ces spécialistes.

## Stigma sur la santé mentale
Un rapport de 2016 sur la stigmatisation conclu que : "there is no country, society or culture where people with mental illness have the same societal value as people without mental illness" (il n’y a pas de pays, de société ou de culture où les personnes atteintes de maladie mentale ont la même valeur sociétale que les personnes sans maladie mentale). Il est également important de comprendre qu’il existe différents types de stigma : le plus couramment compris est la stigmatisation publique, qui implique les attitudes négatives ou discriminatoires que d’autres peuvent avoir à l’égard de la maladie mentale ; cela conduit souvent à une stigmatisation plus structurelle, qui implique des politiques d’organisations gouvernementales et privées qui limitent intentionnellement ou non les opportunités pour les personnes atteintes de maladie mentale (par exemple, des budgets plus faibles pour la recherche sur les maladies mentales ou moins de services de santé mentale par rapport à d’autres types de soins de santé); enfin, il est inévitable de ne pas parler de l’auto-stigmatisation, qui fait référence aux attitudes négatives, y compris la honte intériorisée, que les personnes atteintes de maladie mentale peuvent avoir à propos de leur propre condition.
Et la stigmatisation des maladies mentales semble être largement acceptée ainsi que de nombreuses idées fausses, la plus courant étant : les personnes atteintes de maladie mentale sont des maniaques qui doivent être redoutés ; elles ont des perceptions enfantines du monde qui devraient être admirées; ou ils sont responsables de leur maladie parce qu’ils ont un caractère faible. En effet, le public semble désapprouver les personnes ayant des handicaps psychiatriques beaucoup plus que les personnes ayant des conditions physiques. Les maladies mentales graves ont été comparées à la toxicomanie, à la prostitution et à la criminalité. À la différence des handicaps physiques, les personnes atteintes de maladie mentale sont perçues par le public comme maîtrisant leurs handicaps et responsables de les provoquer. De plus, les répondants à la recherche sont moins susceptibles de plaindre les personnes atteintes de maladie mentale, réagissant plutôt aux troubles psychiatriques avec colère et croyant que l’aide n’est pas méritée. L’impact comportemental (ou la discrimination) qui résulte de la stigmatisation publique peut prendre quatre formes : refus d’aide, évitement, traitement coercitif et institutionnalisation.

### Représentation stigmatisante dans les films
Les films dépeignent souvent la maladie mentale à travers des stéréotypes exagérés ou négatifs, ce qui peut fausser la compréhension du public et renforcer la stigmatisation, et ils ont souvent été des représentations négatives, inexactes ou violentes. Souvent déformé ou surreprésenté pour être plus sensationnel. Un aspect de la présentation erronée des personnes atteintes de maladie mentale comme étant moins aptes à mener une vie saine et à gérer l’adversité est la surreprésentation de personnages comme étant erratiques, violents et dangereux; les films d’horreur sont particulièrement connus pour représenter grossièrement la maladie mentale comme monstrueuse. Il est évident que des représentations plus précises sont nécessaires, alors que celles-ci renforcent souvent l’auto-stigmatisation et font que les personnes atteintes de troubles mentaux ont l’impression qu’elles peuvent aussi devenir des tueurs horrifiques. L’autre côté est sa romantisation, où dans l’effort pour élaborer un récit captivant, les cinéastes embellissent, simplifient ou décontextualisent souvent des conditions complexes de santé mentale, en recourant à des scenarios irréalistes où la « volonté » ou l'« amour » peuvent « vaincre » la maladie mentale,.
Une étude publiée par Scarf, et. al. en 2020 a examiné un exemple récent, le film populaire Joker (2019), qui dépeint le personnage principal comme une personne atteinte de maladie mentale qui devient extrêmement violente. L’étude a révélé que le visionnage du film "was associated with higher levels of prejudice toward those with mental illness." (était associé à des niveaux plus élevés de préjugés envers les personnes atteintes de maladie mentale). De plus, les auteurs suggèrent que "Joker may exacerbate self-stigma for those with a mental illness, leading to delays in help seeking." (le Joker peut exacerber l’auto-stigmatisation chez les personnes atteintes d’une maladie mentale, ce qui entraîne des retards dans la demande d’aide).
Mais il est à noter que nous allons de l’avant : la série « Crazy Ex-Girlfriend » a été saluée pour sa représentation réaliste et compatissante de la maladie mentale, en particulier le trouble de la personnalité borderline (TPL). L’émission explore le parcours de santé mentale du protagoniste, en soulignant l’importance de la thérapie et des systèmes de soutien,.

## Bienfaits de l'exercice physique sur la santé mentale
L'exercice physique régulier est souvent associé à des bienfaits pour la santé physique, mais il peut également avoir un impact positif sur la santé mentale. Des études ont montré que l'activité physique contribue à réduire les symptômes de stress, d'anxiété et de dépression, tout en améliorant la qualité du sommeil et l'estime de soi.

### Mécanismes d'action
L'exercice physique stimule la libération d'endorphines, des substances chimiques dans le cerveau qui agissent comme des analgésiques naturels et procurent une sensation de bien-être. De plus, l'activité physique régulière favorise la neurogénèse, c'est-à-dire la formation de nouveaux neurones, et améliore la circulation sanguine, ce qui contribue à l'optimisation du fonctionnement cérébral.

### Recommandations et conseils
Pour bénéficier des bienfaits de l'exercice physique sur la santé mentale, il est recommandé de pratiquer une activité régulière, adaptée à ses capacités et préférences. Il peut s'agir de marche, de course, de vélo, de natation ou de toute autre activité qui stimule le corps et l'esprit. Il est également important de combiner l'exercice physique avec d'autres stratégies de gestion du stress, telles que la méditation ou la relaxation, pour obtenir des résultats optimaux.

## Éléments de prospective
En mars 2007, un rapport de l'Organisation mondiale de la santé annonce un doublement des cas de démence tous les 20 ans pour les prochaines décennies. Des désordres neurologiques et leurs séquelles et conséquences affectent environ un milliard de personnes dans le monde, touchant tous les groupes d’âge et toutes les zones géographiques. Et pour l’OMS, ces problèmes iront en s’aggravant durant quelques décennies. En effet, l'allongement de la vie et une diminution du nombre d’enfants par femme ont amené une transition démographique passagère, mais importante. Durant quelques décennies, la proportion de personnes âgées et très âgées sera bien plus élevée qu’elle ne l’a jamais été dans l’Histoire de l’humanité. Les désordres neurologiques (dont Alzheimer et autres démences, maladie de Parkinson) seront plus nombreux.
Beaucoup de pays en sous-développement doivent en outre aussi faire face à un taux élevé ou en augmentation de maladies infectieuses dont certaines ont des conséquences neurologiques (dont VIH et paludisme) et à une augmentation de maladies non contagieuses (obésité, infarctus, etc.) dont certaines séquelles peuvent affecter le système nerveux central. Même si statistiquement les pauvres, les enfants, les adolescents et les personnes âgées présentent un risque accru, aucun groupe social ou de population n'est immunisé contre les troubles neurologiques. Lors de certaines maladies, la douleur physique ajoute ses effets à la souffrance psychique des malades et de leur entourage. Ceci pèse sur les familles et l’entourage, et est mal mesuré, comme les impacts socio-économiques de ces maladies.

### Europe
En juin 2005, une étude parue dans European Journal of Neurology (en) estime qu'en 2004 le coût économique annuel des principales maladies neurologiques (démence, épilepsie, migraine et autres maux de tête, sclérose en plaques, maladie de Parkinson) a été de 139 milliards d’euros (± 180 milliards de dollars US), alors que l'étude n’a que partiellement inclus les coûts directs non médicaux (ex. : prise en charge par la collectivité et/ou informelle), les coûts indirects, dont certains ne sont pas quantifiables. Selon l'étude, le coût de la démence augmente de 25 % si les soins « informels » sont pris en compte, et d’au moins 50 % dans le cas de la sclérose en plaques quand les coûts « intangibles » sont évalués et pris en compte. Le coût annuel des dommages traumatiques au cerveau serait d'environ 3 milliards d’euros, mais il est très sous-estimé, car évalué d'après les frais d’hospitalisation, sans tenir compte des frais de rééducation, réadaptation, jours ouvrés de production perdus, etc. D’après l’OMS, aucune évaluation similaire n'est disponible pour les pays en voie de développement.
Selon le Headway 2023 Mental Health Index, un indice multidimensionnel et paneuropéen de santé mentale dans les soins de santé, la santé mentale au travail et à l'école (créé par un groupe de travail réuni par Angelini Pharma et le think tank italien The European House – Ambrosetti) : 84 millions de personnes (1 personne sur 6) subissent des troubles mentaux et/ou du comportement, qui causent 165 000 morts par an (5e rang pour les pathologies les plus courantes et 5e pour les  maladies très invalidantes).
L’OCDE évalue le coût total des troubles mentaux à plus de 600 milliards d’euros en Europe (4 % environ du PIB de l'UE), Mais l'investissement public pour la santé mentale varie grandement selon les pays et régions (en moyenne 5,5 % des dépenses de santé). La pandémie de Covid-19 a exacerbé le phénomène sur la période 2019-2021).

### France
L'organisation en place est la politique de secteurs géographiques depuis 1960 avec un hôpital de référence et des structures alternatives. Un plan national Psychiatrie et santé mentale est en cours(2005-2008), basé sur la prévention, l'accueil et l'accompagnement, qui vise à renforcer le respect des malades et de leurs proches, et améliorer la pratique professionnelle de la santé mentale, tout en développant la recherche, le suivi et l'évaluation.
Un nouveau plan de psychiatrie et santé mentale (PPSM) a été présenté par la secrétaire chargée de la santé le 29 février 2012, qui vise à mettre en exergue le rôle des ARS (Agences régionales de santé. Ce PPSM s'intitulerait le plan psychiatrie et santé mentale 2011-2015. Le ministère de la santé signalait en 2003, "Un net accroissement du recours aux soins concernant les troubles mentaux" depuis une dizaine d’années, mais rappelle que l'augmentation des consultations peut aussi être liée à des changements d'attitudes et de représentations vis-à-vis des troubles mentaux qui sont moins stigmatisés chez la population ayant bénéficié d'études supérieures. L'augmentation est néanmoins si brutale qu'elle pose question : les soins de ville (généralistes et spécialistes) pour troubles névrotiques et psychotiques, anxiété, dépression, troubles de l’enfance et troubles du sommeil sont passés de près de 44 millions de recours (pour la période septembre 1998-août 1999) à 49 millions de recours (pour la période septembre 2001-août 2002). Les psychiatres de ville sont passés de 13,4 millions de consultations en 1992 à près de 16 millions en 2001 (+ 19,4 %). Le suivi psychiatrique touche plus de monde : 1,1 million d'adultes vus en 1999 (soit +56 % en 10 ans, de 1989 à 1999). Les soins ambulatoires sont de plus en plus nombreux et dominent dans ce pays (plus de 8 patients sur dix sont soignés via des consultations et/ou des ateliers thérapeutiques…). Les dispositifs spécialisés de santé mentale (psychiatrie infanto-juvénile) voient arriver de plus en plus d'enfants et adolescents : presque deux fois plus ; 432 000 enfants suivis en 2000 contre 254 700 en 1991 alors que la natalité est restée à peu près stable.
La Haute Autorité de santé a adopté le Programme pluriannuel Psychiatrie et santé mentale 2018-2023  en juin 2018. Il comprend le thème des droits et de la sécurité en psychiatrie, celui des troubles mentaux sévères et persistants et handicap psychique, celui de la pédopsychiatrie.
Par décret du 29 avril 2019 il est institué, auprès de la ministre des solidarités et de la santé, un délégué ministériel à la santé mentale et à la psychiatrie. Nommé par décret, il " est chargé de mettre en œuvre la stratégie nationale en faveur de la santé mentale et de la psychiatrie, de s'assurer de son déploiement dans les territoires, de contribuer à accompagner les évolutions de la psychiatrie afin de développer des prises en charge de qualité, diversifiées, personnalisées et accessibles à l'ensemble de la population."
Chaque année, la France compte 6 000 décès en moyenne par suicide. Cependant, certaines années enregistrent des hausses comme en 2021 avec 8951 décès par suicide comptabilisés par le Centre d’épidémiologie sur les causes médicales de décès. Les séniors sont particulièrement concernés. En effet, environ 3500 personnes âgées se suicident chaque année selon la Fédération SOS Suicide Phénix France.
Au-delà de l’effet de circonstance propre à la crise sanitaire, la santé mentale des Français a fait régulièrement l’objet d’alertes de la part des spécialistes qui soulignent l’insuffisante prise en charge des troubles psychiques des malades. Édités par La Documentation française, Les Cahiers français consacrent son numéro de mars 2022 à la Santé mentale.
En 2024, en France, 1 français sur 5 est touché chaque année par un trouble psychique, soit 13 millions de personnes. Près de 30 % des Français déclarent avoir présenté un trouble psychique dans l'année.

#### Politique publique
Dans le cadre des Assises de la santé mentale et de la psychiatrie des 27 et 28 septembre 2021, plusieurs mesures sont annoncées par le gouvernement. Parmi elles, figurent le développement des premiers secours en santé mentale et l’objectif de former 60 000 secouristes d'ici 2023. Cet objectif est atteint dès le mois de juin 2023. Des campagnes nationales de communication et de prévention sont aussi mises en place.
Au fil des années, Santé publique France, le ministère des Solidarités et de la Santé et les Agences régionales de santé soutiennent le déploiement des PSSM (Premiers Secours en Santé Mentale) en France,.
Une convention nationale d’expérimentation est menée avec la Caisse nationale de l’assurance maladie depuis 2021 qui expérimente une formation par région. En 2022, elle l’étend à tous les départements avec le financement de 100 formations.
Une circulaire conjointe des Ministres de la Santé et de la Fonction publique en date du 23 février 2022 relative « aux actions de sensibilisation et de formation au secourisme en santé mentale dans la Fonction publique » publiée le 4 mars 2022 invite de son côté les employeurs de la fonction publique à généraliser la sensibilisation et la formation de secouriste en santé mentale,. Elle invite tous les départements ministériels à mettre en œuvre cette formation dans la fonction publique d’Etat. Elle précise les modalités de ce dispositif afin qu’il puisse être généralisé à l’initiative des employeurs publics, sur la base du volontariat des agents. Le texte signé par les ministres Olivier Véran et Amélie de Montchalin a pour but de tenter de remédier à la détresse psychologique de certains agents publics.
Sans attendre cette circulaire, au ministère de la Justice, la Direction de l’administration pénitentiaire et la Direction de la protection judiciaire de la jeunesse organisent des formations de secouristes pour leur personnel. Certains services préfectoraux, des académies, des Agences régionales de santé organisent également des formations pour leurs fonctionnaires en 2022. Au dernier trimestre 2022, la Direction des ressources humaines et la Direction générale de la santé font également suivre les premières formations aux personnels du ministère de la Santé.
Dans certains territoires, quelques formations sont financées par l’Agence régionale de santé,. Des formations peuvent aussi être financées par la CPAM.
Santé Publique France attribue en octobre 2018 une subvention annuelle, puis en 2019 une subvention pluriannuelle jusqu’en 2024. En 2021, Santé Publique France finance l’élaboration d’un module spécifique à destination des adultes travaillant au contact d’adolescents. Les formations au module Jeunes sont proposées dès le début de l’année 2022.
En effet, les troubles de santé mentales ne concernent pas que les adultes et jeunes adultes, mais aussi les enfants et les adolescents. Selon Santé publique France, environ la moitié des troubles mentaux se manifeste avant l’âge de 14 ans. Les tentatives de suicide concernent aussi des enfants âgées de 7 à 10 ans. A ce titre, PSSM lance une formation Jeunes à partir de 18 ans, et prévoit de lancer un module dédié aux adolescents à partir de 2025.
En 2023, Benoit Mournet, député Renaissance des Hautes-Pyrénées, appelle le gouvernement à faire de la santé mentale la Grande cause nationale 2025 dans une proposition de résolution déposée le 26 avril et présentée le 22 mai à l’Assemblée.

#### Recommandations
Pour lutter contre la dépression, Santé publique France préconise de déstigmatiser le fait de parler de sa santé mentale à son entourage ou à des professionnels de santé. Elle conseille également d’informer les personnes sur les pratiques des différents professionnels de santé mentale et favoriser l’accès à ces professionnels. La sensibilisation aux activités et comportements bénéfiques pour la santé mentale est également encouragée.

#### Formations en Premiers secours en santé mentale (PSSM)
En France, l’association PSSM France, acronyme pour Premiers secours en santé mentale, met en place des formations de Premiers secours en santé mentale à partir de septembre 2019. Elles sont adaptées du programme australien Mental Health First Aid,. Ce programme international, issu de l’association Mental Health First Aid International, est conçu par Betty Kitchener et Tony Jorm afin de lutter contre la stigmatisation et la méconnaissance du public en matière de santé mentale,, et d’orienter les personnes en détresse. Ce sont les premières formations de secouristes en santé mentale mises en place dans l’Hexagone.
La formation PSSM se déroule pendant deux jours, soit 14 heures, et est ouverte à tous les citoyens majeurs. Le but est de permettre aux personnes formées de venir en aide à une personne en souffrance, la conseiller, l’informer sur les ressources disponibles, lui parler des soins existants, l’orienter et faciliter sa prise en charge par un professionnel de santé (association, structure de soin, ligne d’écoute). Les participants apprennent aussi à faire face aux comportements agressifs et agir, si besoin. Les formations ont également pour objectif de lutter contre la stigmatisation des maladies psychiques qui constitue un frein à l’accès aux soins au rétablissement ainsi qu’à l’inclusion sociale et professionnelle.
La formation ne permet pas de devenir soignant ou thérapeute,, ni d’établir des diagnostics mais d’identifier les premiers signes d’un problème psychique et savoir comment réagir en cas de crise. Cette formation s’inscrit avant tout dans une démarche citoyenne du secourisme non professionnel. La formation de secouristes est dispensée par des formateurs indépendants, eux-mêmes formés et accrédités par PSSM Formation.
Depuis le Covid, les pensées suicidaires et tentatives de suicide des jeunes adultes sont en nette augmentation. Les problèmes liés à leur environnement et la précarité sont principalement en cause. Selon une étude réalisée entre 2022 et 2023, 41 % des étudiants souffrent de symptômes dépressifs. Selon une autre enquête, en 2023, 3,6 % des étudiants déclarent avoir fait une tentative de suicide et 25 % disent avoir eu des pensées suicidaires.
Afin d’aider les étudiants, le programme PSSM est lancé dans quatre universités en 2020 puis étendu à d’autres établissements. Les formations dispensées au sein des universités françaises sont gratuites pour les étudiants et financées par les pouvoirs publics. Certaines universités mettent aussi en place des « étudiants-relais » pour aider les autres étudiants. Il leur est souvent demandé de suivre une formation en Premiers secours en santé mentale. Certaines universités vont plus loin, doublant les effectifs de psychologues, proposant des séances de sophrologie, mettant en place des plans d’action, etc.
Les collectivités proposent également à leurs agents de suivre la formation. Au sein de la fonction publique territoriale, la formation figure au catalogue du CNFPT depuis 2020.
Les hôpitaux et associations proposent ensuite à leur tour la formation PSSM. En 2021, à la suite des Assises de la santé mentale et de la psychiatrie, les Agences régionales de santé sont chargées de déployer le dispositif.
Depuis la crise du Covid, certaines entreprises proposent la formation de secouriste à leurs salariés et forment notamment Codir et managers. De plus en plus de professionnels du travail (médecin ou infirmier du travail, psychologue, responsable des ressources humaines, représentant du personnel, référent QVCT, RSE ou SST) se forment aux premiers secours en santé mentale. Le burn-out, le stress et les risques psycho-sociaux touchent en effet beaucoup de salariés en entreprise.
Au 1er décembre 2024, la France compte plus de 165 000 secouristes formés aux premiers secours en santé mentale et 1752 formateurs accrédités. L’objectif est de former 750 000 secouristes en France d’ici 2030.
En 2024, la première journée de la Santé mentale positive est organisée à La Réunion, abordant les sujets comme le burn-out, le stress et la dépression.